# Rivista del cinematografo
La Rivista del cinematografo è un periodico italiano di informazione cinematografica fondato nel 1928. Tra le prime pubblicazioni italiane del settore, è la più antica ancora attiva.

## Storia
Nasce nel 1928, nel 1937 il mensile viene rilevato dal Centro cattolico cinematografico, che decide di ampliare il target dagli esercenti a un pubblico più vasto. Sul finire del 1942, i continui cambiamenti di impostazione della rivista causano la sospensione della stampa, mentre nel 1943 alcuni numeri sono limitati a sole quattro pagine. L'attività riprende nell'ottobre del 1945, dopo due anni di fermo a causa della guerra e dal 1946 sotto la direzione di Luigi Gedda.
Negli anni 1950 viene rinnovata e potenziata, aumentano le pagine e lo spessore culturale. Sono collaboratori abituali Mario Verdone, Gian Luigi Rondi, Paolo di Valmarana e Ugo Sciascia.
Negli anni 1960 la rivista apre alle cinematografie provenienti dai Paesi del comunismo e al cinema di rottura come quello di Pier Paolo Pasolini. Negli anni 1980, sotto la direzione di Sergio Trasatti, la rivista muta l'impostazione di periodico strettamente legato al mondo cattolico, puntando alla vendita in edicola e dunque al raggiungimento di un pubblico più vasto. Si rinnova anche la struttura della rivista, dedicando al cinema solo la prima parte ed estendendo l'attenzione anche a teatro, televisione, radio e danza.
Negli anni 1990, la rivista torna a focalizzarsi su cinema e televisione, con un occhio all'informatica lanciando il sito www.cinematografo.it e una più consistente presenza dell'home video. Fra i temi trattati, gli speciali TV e religione e Cinema e mafia; l'inchiesta su Cinema e politica e La violenza irrompe sullo schermo. Dal 1994 collabora con la Biennale di Venezia per i servizi internet dalla Mostra del cinema. Dall'estate 1996, la Rivista del cinematografo si presenta con una rinnovata veste grafica e dall'ottobre 1997 è completamente a colori.
Dal 2006, prima come evento realizzato all'interno del Tertio Millennio Film Fest e poi dal 2021 come evento autonomo, la Rivista del Cinematografo consegna i Cinematografo Awards, che si articolano nelle seguenti categorie: 
- Premio Speciale Insieme dell'Opera
- Premio Navicella Cinema Italiano
- Premio Navicella Serie
- Premio Rivelazione
- Premio Colonna Sonora
- Premio Miglior Interpretazione
- Premio Migliore Opera Prima
- Premio Diego Fabbri al miglior libro di cinema

Dal 2000 assegna ogni anno il Premio Robert Bresson al Festival di Venezia. Dal 2004 al settembre 2013 la Rivista è diretta da Dario Edoardo Viganò, anche presidente della Fondazione Ente dello Spettacolo. Dall'ottobre 2013 al novembre 2016 la direzione della Rivista è affidata a Ivan Maffeis, anche presidente della Fondazione Ente dello Spettacolo. Da settembre 2015 la direzione della Rivista passa a Davide Milani, anche presidente della Fondazione Ente dello Spettacolo.

## I contenuti
La Rivista contiene approfondimenti sui film in uscita, interviste ad attori, registi e scrittori, speciali monografici e di retrospettiva, focus dedicati a temi specifici del mondo del cinema, recensioni di film, serie televisive, libri e colonne sonore, con una panoramica aggiornata sulle ultime uscite in sala e in home video, oltre a curiosità, anticipazioni e reportage da festival nazionali ed internazionali.
Dal 2005 la redazione della Rivista del Cinematografo consegna i Cinematografo Awards.

### Cinematografo Awards
I Cinematografo Awards sono i riconoscimenti attribuiti ai protagonisti del mondo del cinema, della serialità e della cultura dai giornalisti e critici della Rivista del Cinematografo - il più antico magazine italiano di critica cinematografica - che sostiene e guarda con particolare attenzione alla produzione italiana, sia riconoscendone gli sforzi sia promuovendone i temi, le storie e i personaggi. La cerimonia di premiazione annuale valorizza quelle opere che, al di là degli indubbi meriti artistici, hanno lasciato il segno stimolando riflessioni che fanno parte della storia e dell’idea di cinema che la Rivista porta avanti.

#### Storia
I premi sono nati nel 2005 con il nome "RdC Awards", modificato nel 2022 in seguito alla trasformazione digitale di Cinematografo, diventato a tutti gli effetti il brand principale attorno al quale orbitano tutte le attività della Fondazione Ente dello Spettacolo. Non più soltanto una rivista periodica e un sito web di approfondimento sul cinema, ma contenuti editoriali che vivono in un hub editoriale, la media house di Cinematografo, dove tutto è pensato “digital first”.

## Il sito
Dal 1997 la Rivista cartacea e affiancata dal portale www.cinematografo.it, quotidianamente aggiornato con contenuti, novità, photogallery, breaking news, approfondimenti tematici sul mondo del cinema e delle serie tv. Sono gli stessi giornalisti della redazione a raccontare i dietro le quinte dei festival e i set dei film in lavorazione, commentare i dati del box-office.
I contenuti del sito Cinematografo.it vengono inoltre forniti ad alcuni tra i principali portali web nazionali (grazie a Italiaonline) e agenzie stampa come Adnkronos. Ha una media di 2 000 000 di accessi al mese. Cinematografo.it è anche un sistema coordinato di profili e pagine sui principali social media (Instagram, Youtube, Facebook, Twitter).

### CineDataBase
Il sito contiene il CineDataBase, consultabile gratuitamente. Il CineDataBase, che in origine si chiamava "Banca dati del cinema mondiale", nasce nel 1934 in forma cartacea dalle pubblicazioni semestrali delle “Segnalazioni cinematografiche” del Centro cattolico cinematografico nelle quali venivano schedati tutti i film distribuiti nelle sale italiane. A partire dal 1987 si è sviluppato elettronicamente, estendendosi alle filmografie di tutti i Paesi, con particolare attenzione agli autori internazionali di maggiore rilevanza. Attualmente il CineDataBase contiene circa 60 000 schede di film, girati dal 1895 a oggi, con cast artistico e tecnico, trame appositamente elaborate, critiche estratte da quotidiani e riviste specializzate; oltre 307 000 nomi di personaggi (registi, attori, tecnici, ecc.) con quasi 30 000 biografie redatte; più di 29 000 locandine e numerosi trailer inseriti all'interno delle schede.